# Joc ofensiu
"Joc ofensiu" (títol original en anglès "Power Play")  és el quinzè episodi de la cinquena temporada, de la sèrie de televisió de ciència-ficció estatunidenca Star Trek: La nova generació i el 115è de tota la sèrie. Es va emetre originalment el 24 de febrer  de 1992 en redifusió als Estats Units. L'episodi fou dirigit per David Livingston
Ambientada al segle XXIV, la sèrie segueix les aventures de la tripulació de la nau de la Flota Estel·lar de la Federació Enterprise-D sota el comandament del capità Jean-Luc Picard. En aquest episodi, entitats alienígenes prenen el control de les ments de Data, Troi i Miles O'Brien.
La història comença quan la nau espacial rep un senyal de socors i, després d'investigar-lo, sembla que prové de l'USS Essex, una nau espacial perduda dos-cents anys abans.
L'episodi destaca per tenir cinc guionistes diferents involucrats en la història i el guió.

## Càsting
Aquest episodi inclou Rosalind Chao interpretant Keiko, que també va aparèixer en episodis com "Un dia d'en Data", "La ferida", "Desastre", i va tenir un paper com a convidada recurrent a Star Trek: Deep Space Nine. També inclou Patricia Tallman en un paper secundari com a oficial de seguretat anònima.

## Argument
L'USS Enterprise detecta una crida de socors en una lluna coneguda com a Mab-Bu VI. El tinent comandant Data descobreix que l'USS Essex es va perdre a la regió fa més de 200 anys. Picard envia Riker, Data i Troi a la superfície. Riker es lesiona el braç durant l'accident de la llançadora. El cap de transport Miles O'Brien més tard aconsegueix teletransportar-se a la superfície del planeta amb un amplificador d'energia per permetre que els quatre tornin a l'Enterprise. Tres orbs de llum entren als cossos de Data, Troi i O'Brien, mentre que una quarta es nega a entrar al Riker ferit.
Després de tornar a l' "Enterprise", Data, Troi i O'Brien prenen el control de la nau i prenen ostatges a Ten Forward. Troi afirma que és el capità Bryce Shumar de l' "Essex", i Data i O'Brien són els seus companys de tripulació. Afirma que els seus esperits estaven atrapats als camps electromagnètics de la lluna i demana que l' "Enterprise" porti els seus ossos de tornada a la Terra per enterrar-los.
La Dra. Crusher determina que els receptors del dolor al braç trencat de Riker van repel·lir les entitats que posseïen els altres. La Forge, Crusher i Ro dissenyen un pla per separar les entitats possessives dels cossos dels membres de la tripulació induint-los dolor i després atrapant-los en un camp de contenció. Tanmateix, el pla falla quan Data surt sobtadament de la zona d'atac. Picard suggereix que Troi, Data i O'Brien es traslladin al Port de Càrrega Quatre amb ostatges.
Troi revela que la lluna és una colònia penal, i que ella, Data i O'Brien són, de fet, presoners i no tripulants de l' "Essex". Anteriorment havien intentat posseir la tripulació de l' "Essex" per escapar de la colònia, però la nau es va estavellar durant l'intent. O'Brien transporta centenars d'altres entitats presoneres al Port de Càrrega Quatre per posseir la tripulació de l' "Enterprise" i escapar, però la tripulació del pont les atrapa en un camp de contenció. Picard amenaça de fer explotar l'escotilla del Port de Càrrega i matar les entitats presoneres (i a ells mateixos). Troi, Data i O'Brien abandonen els seus amfitrions i Worf teletransporta totes les entitats de tornada a la lluna. La tripulació es recupera de l'experiència.

## Repartiment i doblatge al català
La sèrie va ser doblada al català pels estudis Tramontana (primera part) i Soundtrack (segona part) i emesa a TV3 l’any 1991. Els dobladors de l'episodi foren:
| Personatge          | Actor/actriu    | Veu en català      |
| ------------------- | --------------- | ------------------ |
| Jean-Luc Picard     | Patrick Stewart | Joan Crosas        |
| William Riker       | Jonathan Frakes | Antoni Forteza     |
| Data                | Brent Spinner   | Joaquim Sota       |
| Geordi La Forge     | LeVar Burton    | Aleix Estadella    |
| Worf                | Michael Dorn    | Enric Arquimbau    |
| Beverly Crusher     | Gates McFadden  | Aurora Garcia      |
| Deanna Troi         | Marina Sirtis   | Victòria Pagès     |
| Ro Laren            | Michelle Forbes | Teresa Manresa     |
| Keiko O'Brien       | Rosalind Chao   | Marta Barbarà      |
| Miles O'Brien       | Colm Meaney     | Miquel Bonet       |
| Tècnic de transport | Ryan Reid       | Francesc Figuerola |

## Recepció
El 2011, The A.V. Club va donar a aquest episodi una qualificació de B−, suggerint que era "bastant bo però no excel·lent". Keith DeCandido de Tor.com va donar a l'episodi una puntuació de 7 sobre 10. Va dir que no és res més que una simple història d'acció, però això és exactament el que la sèrie necessita de tant en tant, al seu parer. L'episodi es beneficia de la gran direcció de David Livingston i la reeixida música de Jay Chattaway. DeCandido també va elogiar les actuacions de Brent Spiner, Marina Sirtis i Colm Meaney, que van ser capaços de trencar amb els seus papers habituals.
El 2013, es va descriure com una "història d'acció emocionant" amb actuacions "deliciosament malèvoles" del repartiment al llibre Star Trek FAQ 2.0 (Unofficial and Unauthorized): Everything Left to Know About the Next Generation, the Movies, and Beyond. El van elogiar com un dels episodis més emocionants de la temporada, que combina un guió aventurer amb una bona actuació.

## Llançaments
L'episodi es va estrenar als Estats Units el 5 de novembre de 2002, com a part del conjunt de DVD de la cinquena temporada. El primer llançament en Blu-ray va ser als Estats Units el 18 de novembre de 2013,seguit del Regne Unit l'endemà, 19 de novembre de 2013.